# Mesembriomys
Mesembriomys (Palmer, 1906) è un genere di Roditori della famiglia dei Muridi.

## Descrizione

### Dimensioni
Al genere Mesembriomys appartengono roditori di grandi dimensioni, con lunghezza della testa e del corpo tra 190 e 315 mm, la lunghezza della coda tra 290 e 410 mm e un peso fino a 880 g.

### Caratteristiche craniche e dentarie
Il cranio è grande, robusto, con il rostro spesso. Le ossa frontali sono affossate tra le due poco evidenti creste sopra-orbitali. La scatola cranica è poco sviluppata. Il palato è ampio. La bolla timpanica è grande.
Sono caratterizzati dalla seguente formula dentaria:

### Aspetto
La pelliccia è alquanto ruvida. Le orecchie sono di dimensioni moderate e densamente ricoperte di peli sulla superficie esterna. Gli artigli delle zampe anteriori sono robusti. I piedi sono relativamente larghi, adattati alla vita arboricola e con grossi artigli. Il quinto dito e l'alluce sono proporzionalmente più grandi. La coda è notevolmente più lunga della testa e del corpo, è ricoperta fittamente di peli ed ha un ciuffo bianco sulla punta. Le femmine hanno 2 paia di mammelle inguinali.

## Distribuzione
Si tratta di roditori arboricoli diffusi in Australia.

## Tassonomia
Il genere comprende 2 specie:
- Mesembriomys gouldii
- Mesembriomys macrurus